# Yōhei Fukumoto
Yōhei Fukumoto (jap. 福元 洋平, Fukumoto Yōhei; * 12. April 1987 in der Präfektur Ōita) ist ein japanischer Fußballspieler.

## Karriere

### Verein
Fukumoto erlernte das Fußballspielen in der Jugendmannschaft von Ōita Trinita. Seinen ersten Vertrag unterschrieb er 2005 bei Ōita Trinita. Der Verein spielte in der höchsten Liga des Landes, der J1 League. Für den Verein absolvierte er 32 Erstligaspiele. 2008 wechselte er zum Ligakonkurrenten Gamba Osaka. 2008 gewann er mit dem Verein den AFC Champions League. 2009 wechselte er zum Ligakonkurrenten JEF United Chiba. Am Ende der Saison 2009 stieg der Verein in die J2 League ab. Für den Verein absolvierte er 38 Spiele. 2012 wechselte er zum Ligakonkurrenten Tokushima Vortis. Am Ende der Saison 2013 stieg der Verein in die J1 League auf. Am Ende der Saison 2014 stieg der Verein in die J2 League ab. Für den Verein absolvierte er 134 Spiele. 2017 wechselte er zum Ligakonkurrenten Renofa Yamaguchi FC. 2019 wechselte er zu Verspah Ōita.

### Nationalmannschaft
Mit der japanischen U20-Nationalmannschaft qualifizierte er sich für die Junioren-Fußballweltmeisterschaft 2007.

## Erfolge
Gamba Osaka
- AFC Champions League

Sieger: 2008
- Kaiserpokal

Sieger: 2008